# Jokin Mujika
Jokin Mujika Aramburu, nacido en Isasondo (provincia de Guipúzcoa) el 22 de agosto de 1962, es un exciclista español. 

## Biografía

### Categorías inferiores
Fue un muy prometedor corredor juvenil y aficionado, tanto en ciclocrós como en ruta. Como juvenil fue subcampeón del mundo de ciclocrós, y fue campeón de España tanto de ciclocrós como, por dos ocasiones consecutivas, de ruta. En edad juvenil llegó a competir contra aficionados, ganándoles en algunas carreras. En 1981 tuvo una brutal caída que le rompió el cráneo y le mantuvo diez días en el hospital. Posteriormente fue llamado al servicio militar que le tuvo apartado del ciclismo muchos meses. Esos dos factores truncaron una carrera que parecía meteórica.

### Ciclismo profesional
Pasa a profesional en el año 1984, todavía con grandes expectativas sobre su futuro, militando primero en el equipo Orbea (donde había militado como aficionado), y luego en el Caja Rural, Banesto y Artiach. Sin embargo, a pesar de obtener algunos triunfos, Mujika no llegó a cumplir las esperanzas que en él había depositado la afición vasca.
En sus triunfos destacan en 1988 la Bicicleta Vasca incluida la etapa de Arrate, entonces la prueba era conocida todavía como Bicicleta Eibarresa, que finalizó por delante de Robert Millar y Charly Mottet; la Clásica a los Puertos, la Vuelta a Galicia o la etapa que ganó en el Tour de la CEE, donde la participación era muy buena en aquellos años 80. Logró terminar dos Giros de Italia entre los 20 primeros y en uno hizo el décimo primero. Y en la Vuelta a España también logró un decimocuarto puesto. Corrió las tres grandes en más de 2 ocasiones cada una. También destacó sobremanera en el Mundial de 1989 en Chambery donde estuvo involucrado en la escapada del día. Fue el mejor corredor español en aquel mundial por rendimiento. 
En la parte final de su carrera dejó el ciclismo en ruta y volvió al ciclocrós que había practicado en su etapa de formación, siendo campeón de España de ciclocrós en varias ocasiones y habiendo obtenido un 11.º puesto en el mundial de ciclocrós. Por último se despidió de la alta competición probando con una nueva modalidad, el mountain bike, participando en dicha modalidad en los Juegos Olímpicos de Atlanta 1996, finalizando en el puesto 22.º

## Palmarés
| 1984 - 1 etapa de la Vuelta a Galicia - G. P. Cuprosan 1985 - G. P. Cuprosan 1986 - 1 etapa del Tour del Porvenir - G. P. Bilbao 1987 - Vuelta a Galicia - G. P. Zizurkil 1988 - Bicicleta Eibarresa (incluida Subida a Arrate) - 3.º en el Campeonato de España en Ruta | 1989 - Clásica de los Puertos 1992 - 2.º en el Campeonato de España de Ciclocrós 1993 - Campeonato de España de Ciclocrós 1994 - Campeonato de España de Ciclocrós 1996 - Campeonato de España de Ciclocrós - 2.º en el Campeonato de España de Ciclismo de Montaña |

## Resultados en Grandes Vueltas y Campeonatos del Mundo
Durante su carrera deportiva ha conseguido los siguientes puestos en las Grandes Vueltas y en los Campeonatos del Mundo en carretera y ciclocrós:
| Carrera              | 1984 | 1985 | 1986 | 1987 | 1988 | 1989 | 1990 | 1991 | 1992 | 1993 | 1994 | 1995 | 1996 |
| -------------------- | ---- | ---- | ---- | ---- | ---- | ---- | ---- | ---- | ---- | ---- | ---- | ---- | ---- |
| Giro de Italia       | -    | -    | -    | 11.º | -    | 19.º | -    | -    | -    | -    | -    | -    | -    |
| Tour de Francia      | -    | 45.º | 30.º | 41.º | 63.º | 78.º | -    | -    | -    | -    | -    | -    | -    |
| Vuelta a España      | 49.º | 43.º | 76.º | -    | 14.º | -    | 62.º | Ab.  | -    | -    | -    | -    | -    |
| Mundial en ruta      | -    | -    | -    | -    | -    | Ab.  | -    | -    | -    | -    | -    | -    | -    |
| Mundial de Ciclocrós | -    | -    | 11.º | -    | -    | -    | -    | -    | -    | -    | -    | 40.º | -    |

-: no participa

Ab.: abandono

## Equipos

### Carretera
- Orbea (1984)
  - Orbea (1984)
  - MG-Orbea (1985)
  - Seat-Orbea (1986)
  - Caja Rural-Orbea (1987-1989)
  - Caja Rural-Paternina (1989)
- Banesto (1990-1991)
- Artiach (1992)

### Ciclocrós
- Orbea (1993-1995)
- Independiente (1996)